# 金武インターチェンジ
金武インターチェンジ（きんインターチェンジ）は、沖縄県国頭郡金武町にある沖縄自動車道のインターチェンジである。

## 歴史
- 1975年（昭和50年）5月20日：石川IC - 許田IC間開通に伴い、供用開始[1]。

## 周辺
- ブルービーチ訓練場
- ギンバル訓練場
- 金武岬
- 金武ダム
- 国立病院機構琉球病院

## 道路
- E58 沖縄自動車道（8番）

## 接続する道路
- 直接接続
  - 国道329号
    - 内陸側の高台を通る本線から海岸沿いの国道へのアクセスのため、およそ1kmの長いランプウェイを持つ。

  - キャンプ・ハンセン第1ゲート
    - ランプの途中に2023年に設置された。ランプ上に2つの橋を持つ。

## 料金所
- ブース数：5

### 入口
- ブース数：2
  - ETC専用：1
  - 一般：1

### 出口
- ブース数：3
  - ETC専用：1
  - ETC・一般：1
  - 一般：1

## バス停留所
バス停留所を併設しており、バス事業者では金武I・Cの呼称を使用している。
国道329号との交差点付近に設置されており、当停留所停車時はいったん料金所を出る。両方向とも同一の停留所設備を使用する。
| 路線                              | 運行会社                                | 方面                                                                                               |
| --------------------------------- | --------------------------------------- | -------------------------------------------------------------------------------------------------- |
| [111] 高速バス ※117番は停車しない | 琉球バス交通 沖縄バス 那覇バス 東陽バス | 名護行き：宜野座IC → 世富慶 → 名護BT 那覇行き：石川IC → 沖縄南IC → 中城 → 国場 → 那覇BT → 那覇空港 |

前後のバス停
- 石川I・CBS - 金武I・CBS - 宜野座I・CBS

## 隣
E58 沖縄自動車道
(7) 屋嘉IC - 伊芸SA - (8) 金武IC - (9) 宜野座IC